# 夜行 (Yorushika歌曲)
夜行（日语： Yakou */?）是日本的日系搖滾樂團Yorushika的歌曲。此曲最早於2020年3月4日由日本環球音樂發行公布於各大平台，且同日將STUDIO COLORIDO所製作的音樂影片公布於YouTube平台上，是為Yorushika的第二個配信作品，也於2020年4月10日公布作為日本長篇動畫「想哭的我戴上了貓的面具」的片中曲。

## 收錄
| 音樂配信 | 音樂配信 | 音樂配信 | 音樂配信 |
| 曲序     | 曲目     | 词曲     | 时长     |
| -------- | -------- | -------- | -------- |
| 1.       | 夜行     | n-buna   | 3:24     |
| 总时长： | 总时长： | 总时长： | 3:24     |